# حیدرآباد (بخش مرکزی ارزوئیه)
حیدرآباد، روستایی از توابع بخش ارزوئیه شهرستان ارزوئیه در استان کرمان ایران است.

## جمعیت
این روستا در دهستان ارزوئیه قرار دارد و براساس سرشماری مرکز آمار ایران در سال ۱۳۸۵، جمعیت آن ۵۹۴ نفر (۱۳۱ خانوار) بوده‌است؛ و در تاریخ ۱۲/۰۷/۱۳۹۲ جمعیت این دهستان به ۶۲۰ نفر و ۱۳۵ خانوار رسیده‌است.